# Маріана Енрікеш
Маріана Енрікеш (27 липня 1994) — ангольська плавчиня.
Учасниця Олімпійських Ігор 2012 року.